# Ceraspis sulcicollis
Ceraspis sulcicollis är en skalbaggsart som beskrevs av Moser 1921. Ceraspis sulcicollis ingår i släktet Ceraspis och familjen Melolonthidae. Inga underarter finns listade i Catalogue of Life.